# Новоалександровка (Генический район)
Новоалександровка (укр. Новоолександрівка) — село в Нижнесерогозской поселковой общине Генического района Херсонской области Украины. В 2022 году, во время вторжения России на Украину, село было захвачено. На данный момент находится под оккупацией ВС РФ.
Село пересекает река Балка Большие Серогозы.
Население по переписи 2001 года составляло 1370 человек. Почтовый индекс — 74720. Телефонный код — 5540. Код КОАТУУ — 6523883301.

## Местный совет
Почтовый адрес: 74720, Херсонская область, с. Новоалександровка, ул. Садовая, 42